# Aire urbaine de La Teste-de-Buch-Arcachon
L'aire urbaine de La Teste-de-Buch-Arcachon est une aire urbaine française centrée sur les communes de Gujan-Mestras et La Teste-de-Buch, et composé de deux autres communes, Le Teich et Arcachon, une des sous-préfectures du département de la Gironde. C'est la deuxième aire urbaine du département. Cette aire urbaine a pour particularité de ne pas porter le nom de ses deux villes-centres, mais celui d'une des villes-centres et d'une banlieue.

## Données globales
En 2010, selon l'Insee, l'unité urbaine, l'unité urbaine de La Teste-de-Buch-Arcachon est composée de quatre communes, toutes situées dans l'arrondissement d'Arcachon, subdivision administrative du département de la Gironde.
Son pôle urbain est l'unité urbaine de La Teste-de-Buch-Arcachon, formée des quatre mêmes communes.

### Communes
La liste ci-dessous, établie par ordre alphabétique, indique les communes appartenant à l'aire urbaine de La Teste-de-Buch-Arcachon, selon la délimitation de 2010, avec leur population municipale, issue du recensement le plus récent  :
| Nom              | Code Insee | Statut | Superficie (km2) | Population (dernière pop. légale) | Densité (hab./km2) |
| ---------------- | ---------- | ------ | ---------------- | --------------------------------- | ------------------ |
| Arcachon         | 33009      |        | 7,56             | 10 895 (2022)                     | 1 441              |
| Gujan-Mestras    | 33199      |        | 53,99            | 22 643 (2022)                     | 419                |
| La Teste-de-Buch | 33529      |        | 180,2            | 27 141 (2022)                     | 151                |
| Le Teich         | 33527      |        | 87,08            | 9 213 (2022)                      | 106                |

## Évolution démographique
L'évolution démographique ci-dessous concerne l'unité urbaine de La Teste-de-Buch-Arcachon délimitée selon le périmètre en 2010.
L'aire urbaine de La Teste-de-Buch-Arcachon enregistre une croissance démographique ininterrompue depuis 1968 et a pour la première fois franchi le cap des 50 000 habitants lors du recensement de 1999. 
| 1968   | 1975   | 1982   | 1990   | 1999   | 2009   | 2011   | 2012   | 2014   |
| ------ | ------ | ------ | ------ | ------ | ------ | ------ | ------ | ------ |
| 38 417 | 39 512 | 42 877 | 47 141 | 54 218 | 61 317 | 61 938 | 63 286 | 64 353 |

| 2016   | - | - | - | - | - | - | - | - |
| ------ | - | - | - | - | - | - | - | - |
| 65 952 | - | - | - | - | - | - | - | - |